# Playstation Patch File
Playstation Patch File (PPF) ist ein Dateiformat für Patches von PlayStation-Spielen. Es wurde 1999 von einer Crackergruppe entwickelt, um deren Patches zu verbreiten, die es ermöglichen, Kopierschutzmechanismen von PlayStation-Spielen zu umgehen. Angewendet werden diese Patches auf die CD-Images der entsprechenden Playstationspiele mittels der Programme ApplyPPF oder PPF-O-MATIC.
Heute wird das Format, unter anderem auf Grund der einfachen Handhabung, zunehmend für legale Zwecke eingesetzt.
Es gibt drei verschiedene Versionen des PPF-Formats. Diese werden als PPF1, PPF2 und PPF3 bezeichnet, wobei die Zahlen für die Version des verwendeten MakePPF stehen.
Das Format ist völlig offen und unterliegt der GPL.
Um einen PPF-Patch mit Make PPF zu erstellen, muss der Benutzer zwei Binärdateien angeben:
- das Original der Binärdatei
- die veränderte Version der obigen Binärdatei

MakePPF stellt die Unterschiede dieser beiden Dateien fest und kodiert sie in das PPF-Format um. Andere Benutzer, die nur im Besitz der originalen Binärdatei sind, erhalten durch Anwenden der soeben erstellen PPF-Datei wiederum die veränderte Version der Binärdatei.